# گوران، گران‌بوی
گوران، گران‌بوی (به ترکی آذربایجانی: Goran) یک منطقهٔ مسکونی در جمهوری آذربایجان است که در شهرستان گران‌بوی واقع شده‌است. گوران ۲۲۸ نفر جمعیت دارد.